# 聖奧斯汀 (科爾多瓦省)
31°59′S 64°23′W / 31.983°S 64.383°W

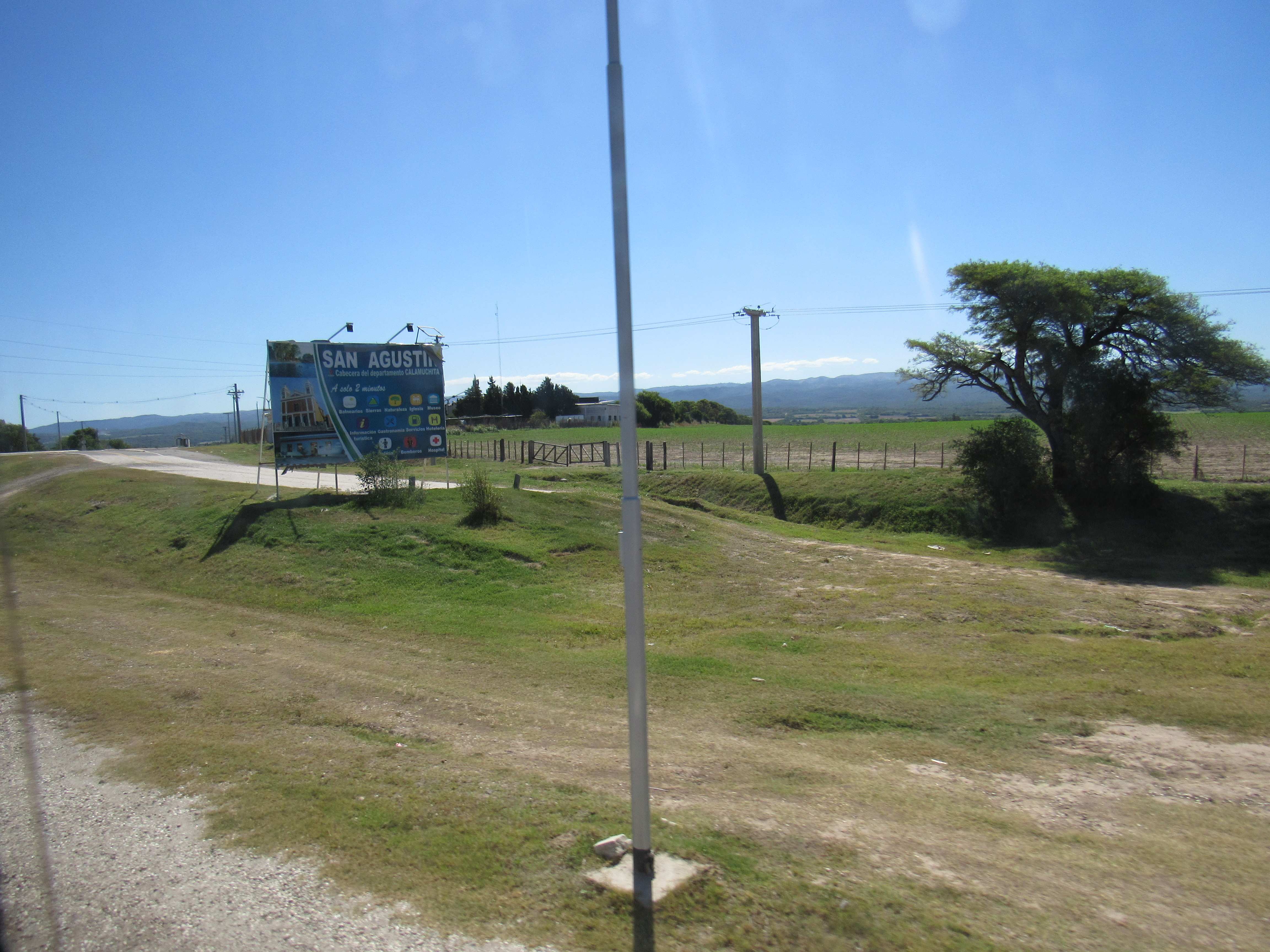
聖奧斯汀

聖奧斯汀（西班牙語：San Agustín），是阿根廷的城市，位於該國東北面科爾多瓦省，是卡拉穆奇塔縣的首府，距離科爾多瓦60公里和德斯佩尼亞德羅斯22公里，海拔高度548米，2001年人口2,870。